# Convergenza evolutiva
Si definisce convergenza evolutiva il fenomeno per cui specie diverse che vivono nello stesso tipo di ambiente, o in nicchie ecologiche simili, sulla spinta delle stesse pressioni ambientali, si evolvono sviluppando, per selezione naturale, determinate strutture o adattamenti che li portano ad assomigliarsi moltissimo. Tali specie sono dette convergenti.
Casi di convergenza evolutiva si possono osservare sia tra forme di vita presenti contemporaneamente in diverse aree del mondo, sia comparando resti fossili appartenenti a diverse epoche geologiche.

## Esempi di convergenza evolutiva

### Euteri e marsupiali
Il processo di radiazione adattativa che nel corso del Paleocene ha portato i mammiferi a occupare le diverse nicchie ecologiche lasciate libere dall'estinzione dei dinosauri ha prodotto notevoli somiglianze tra i mammiferi placentati evolutisi all'interno di specifiche nicchie in varie zone dell'Eurasia, dell'America, e dell'Africa, e i corrispettivi marsupiali, evolutisi, invece, in modo del tutto indipendente in Australia.
| Euteri                    | Marsupiali                |
| - Canis lupus             | - Thylacinus cynocephalus |
| - Leopardus pardalis      | - Dasyurus maculatus      |
| - Glaucomys volans        | - Petaurus breviceps      |
| - Marmota monax           | - Vombatus ursinus        |
| - Myrmecophaga tridactyla | - Myrmecobius fasciatus   |
| - Mus musculus            | - Antechinus stuartii     |

### Animali marini
Gli squali, appartenenti alla classe dei pesci cartilaginei, i delfini della classe dei mammiferi e gli Ittiosauri della classe dei rettili (che vissero nel mesozoico), sotto la pressione dell'ambiente acquatico che li circonda, si sono evoluti assumendo una morfologia idrodinamica complessivamente molto simile.

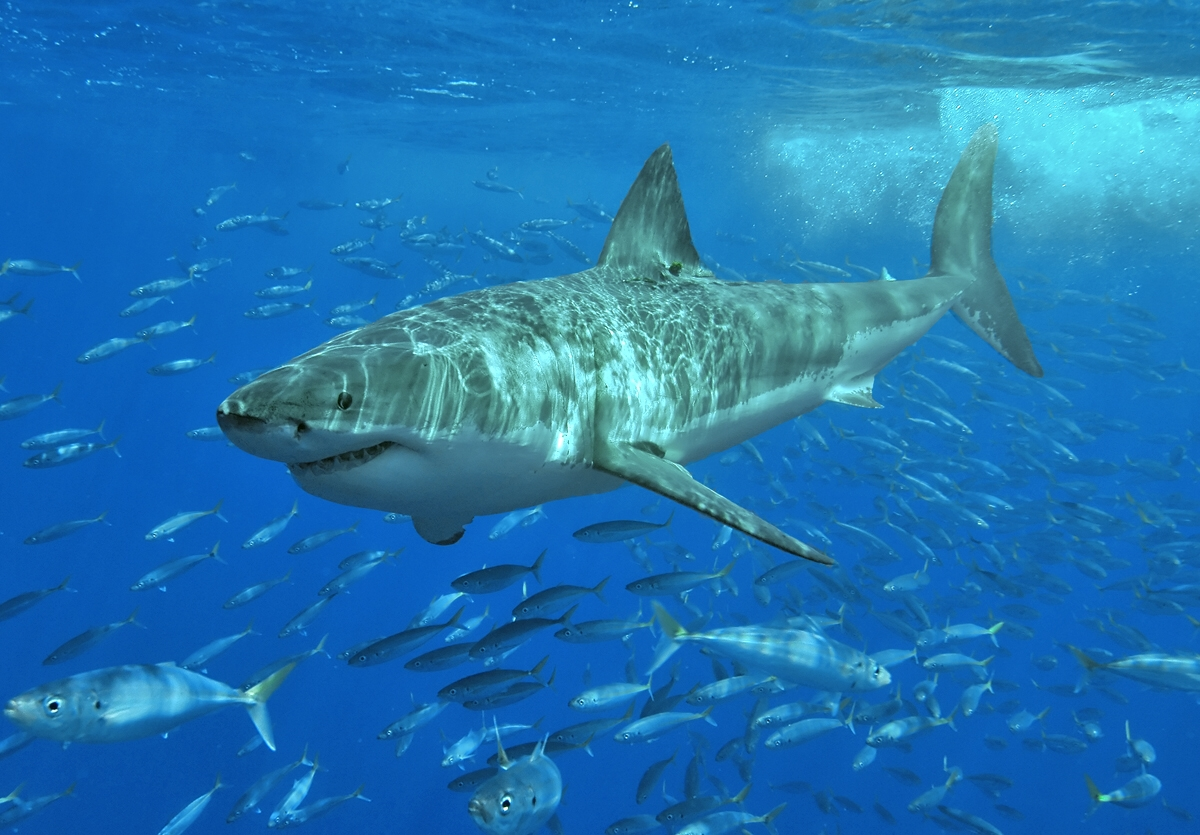
Squalo (Chondrichthyes)
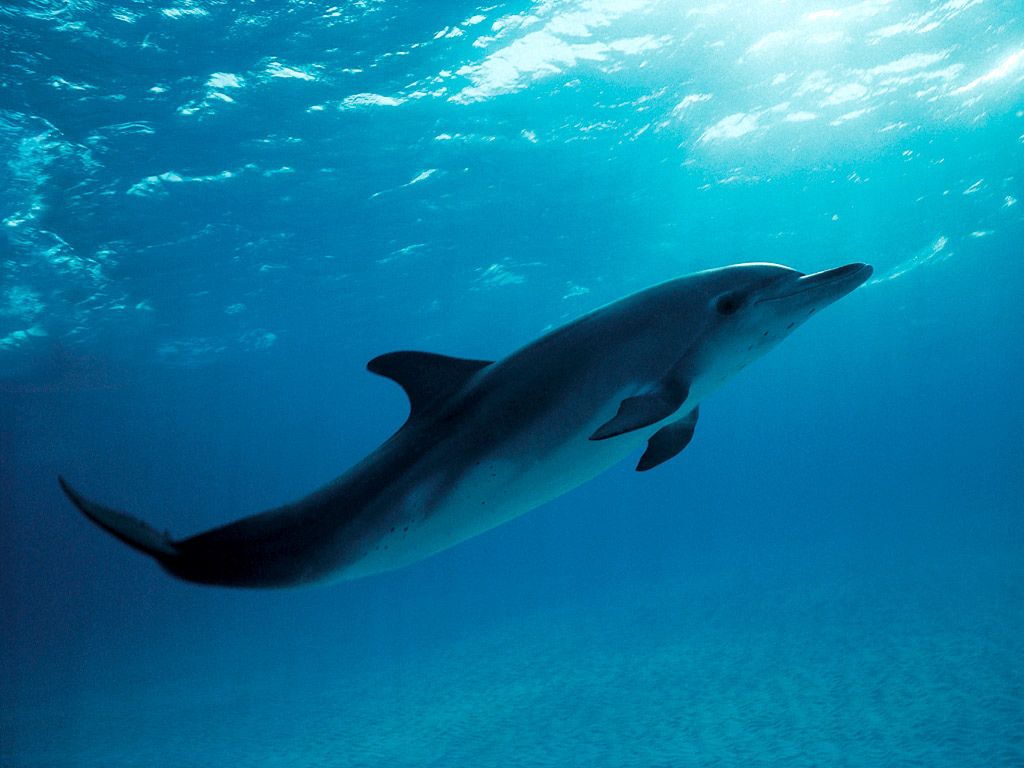
Delfino (Mammalia)
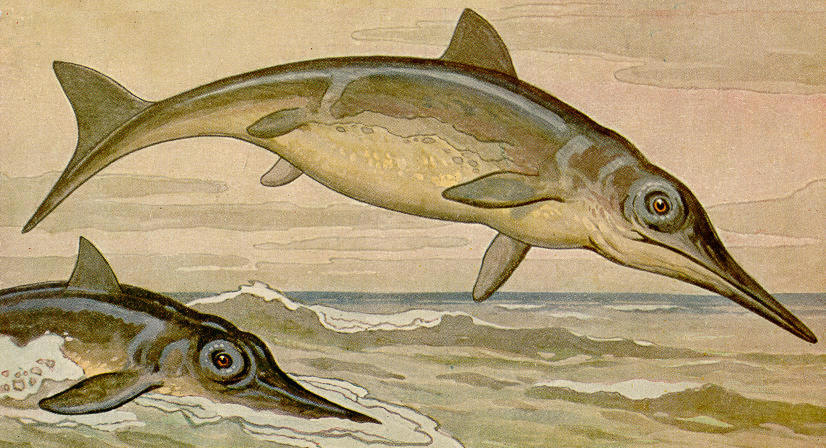
Ittiosauro (Reptilia)

### Mammiferi fossori
Specie di mammiferi fossori, cioè che trascorrono buona parte della loro vita sottoterra, quali le talpe eurasiatiche e nordamericane, le talpe dorate sudafricane e le talpe marsupiali australiane, pur appartenendo a ordini differenti ed essendosi evolute in zone geografiche molto distanti tra loro, hanno occupato la stessa nicchia ecologica, sviluppando caratteri anatomici e meccanismi di adattamento fisiologico estremamente simili.

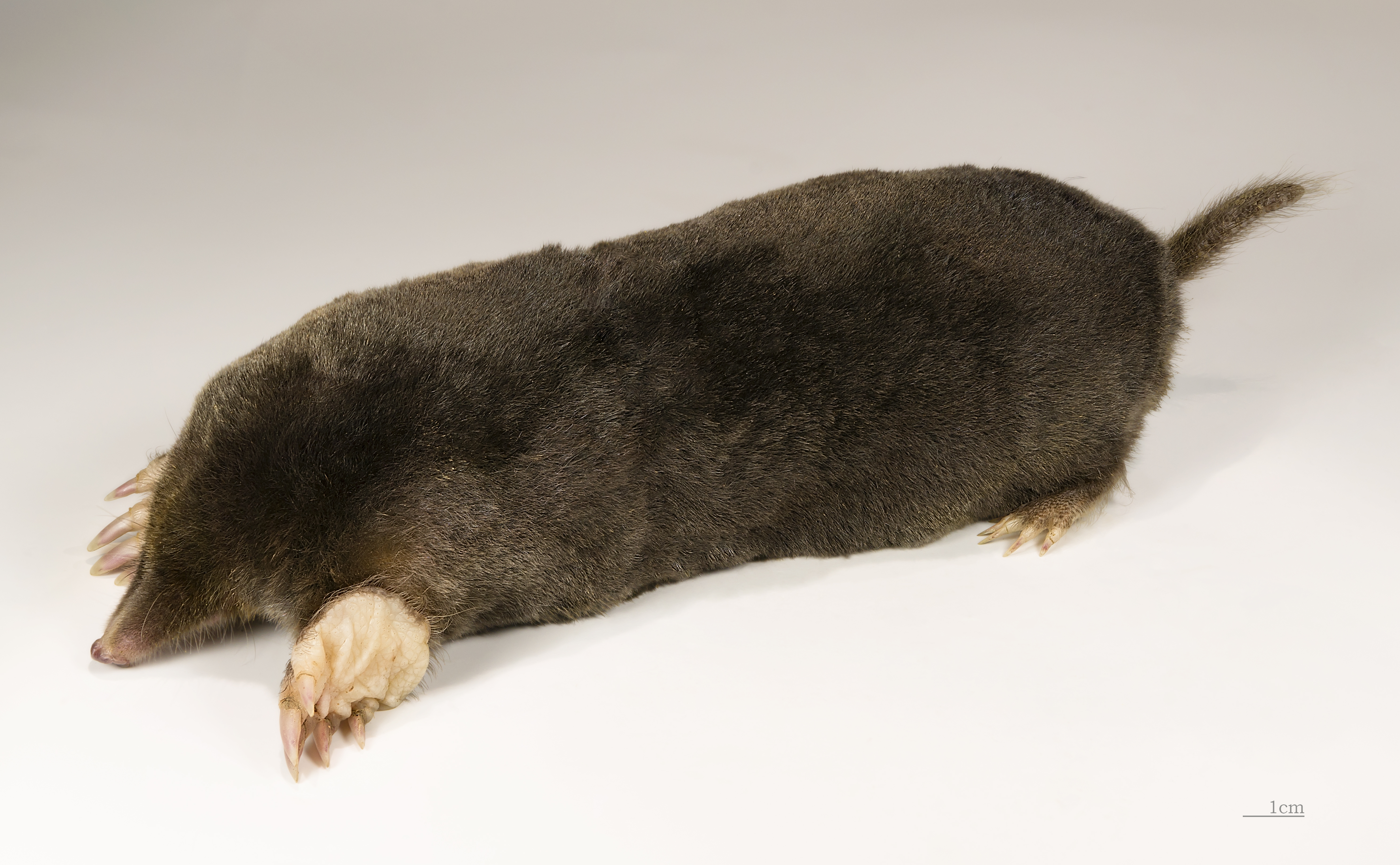
Talpa europea (Talpidae)
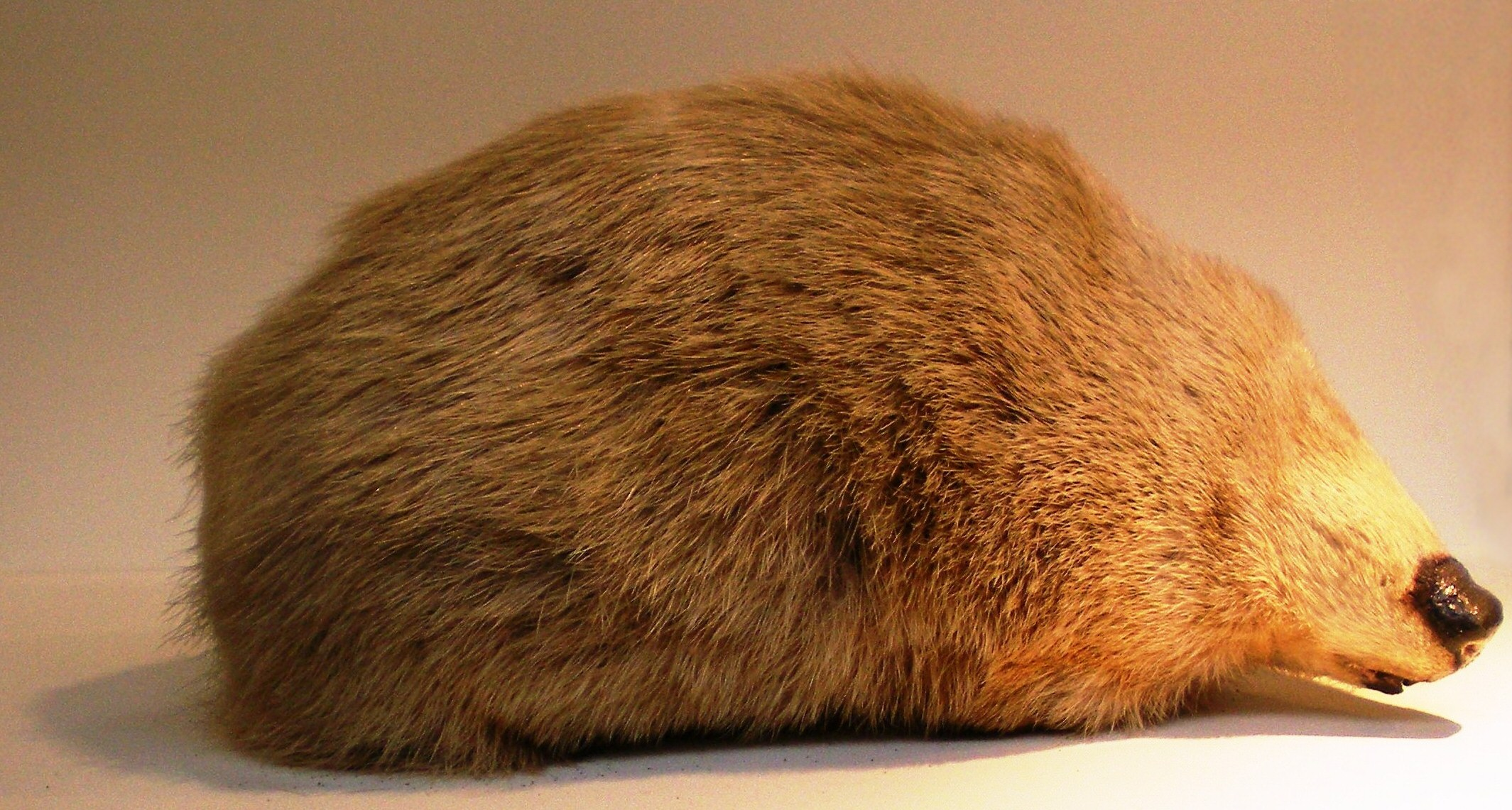
Talpa dorata (Chrysochloridae)
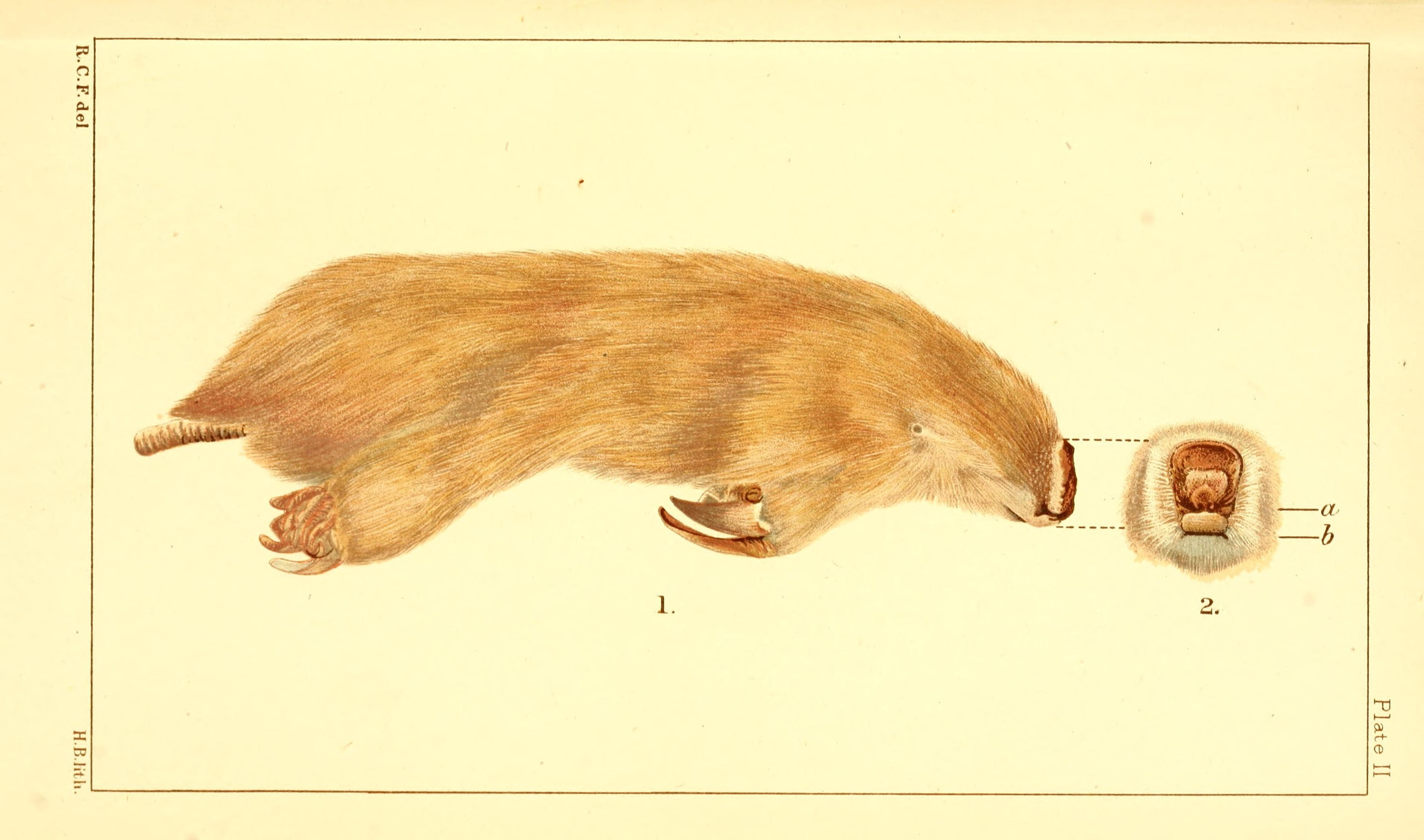
Talpa marsupiale (Notoryctidae)

### Uccelli nettarivori
Nonostante le molte somiglianze, non vi è nessuna parentela tra le nettarinie, i colibrì americani, gli honeyeaters australiani e gli estinti nettarivori hawaiani, tutti accomunati da abitudini alimentari nettarivore.
La somiglianza di alcuni caratteri (becco sottile e allungato, attitudine al volo stazionario) è un tipico esempio di convergenza evolutiva, legata alle analoghe abitudini alimentari basate sul consumo di nettare dei fiori prelevato introducendo il lungo becco nel calice del fiore librandosi fermi nell'aria. 

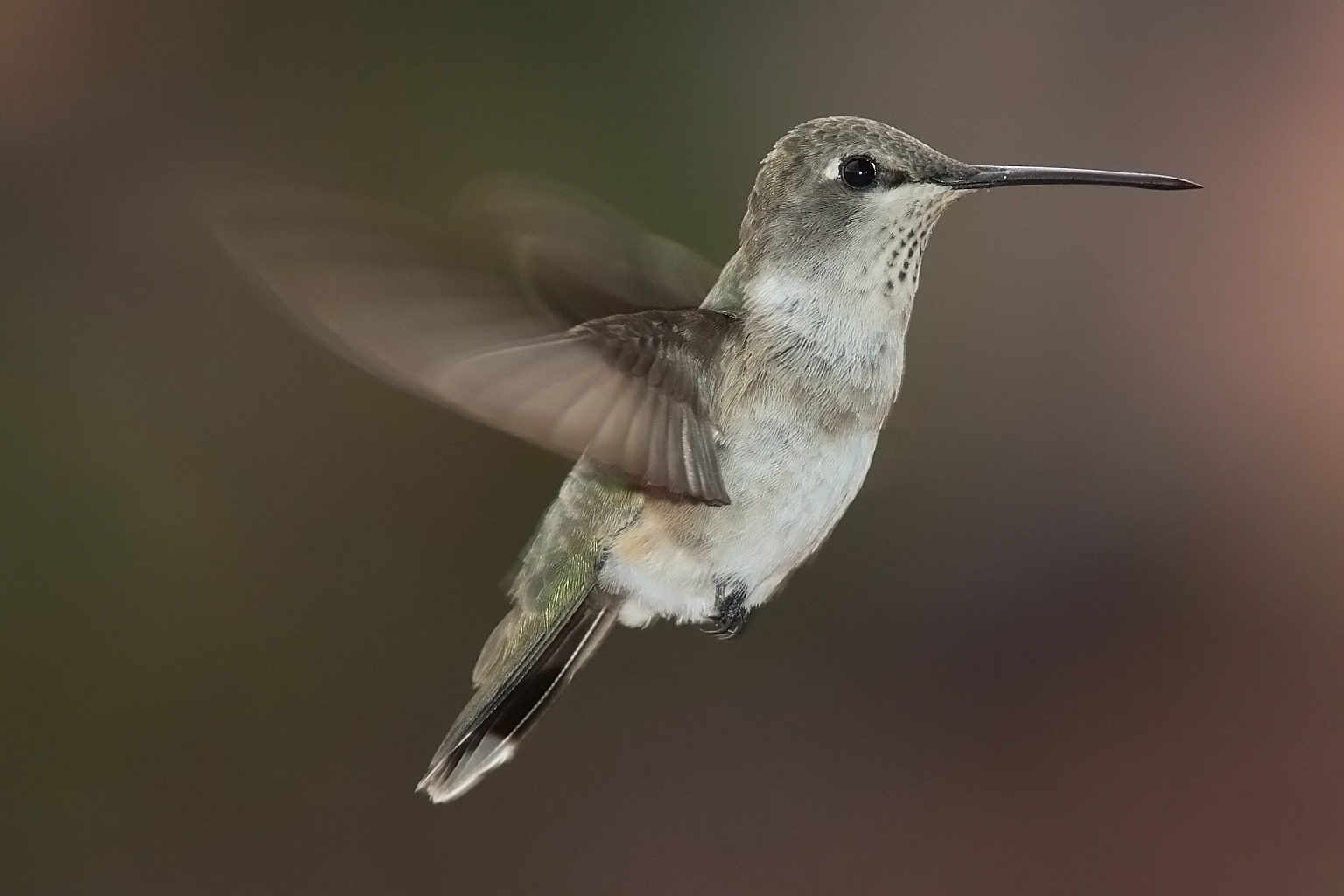
Archilochus alexandri Trochilidae
Lichmera lombokia Meliphagidae
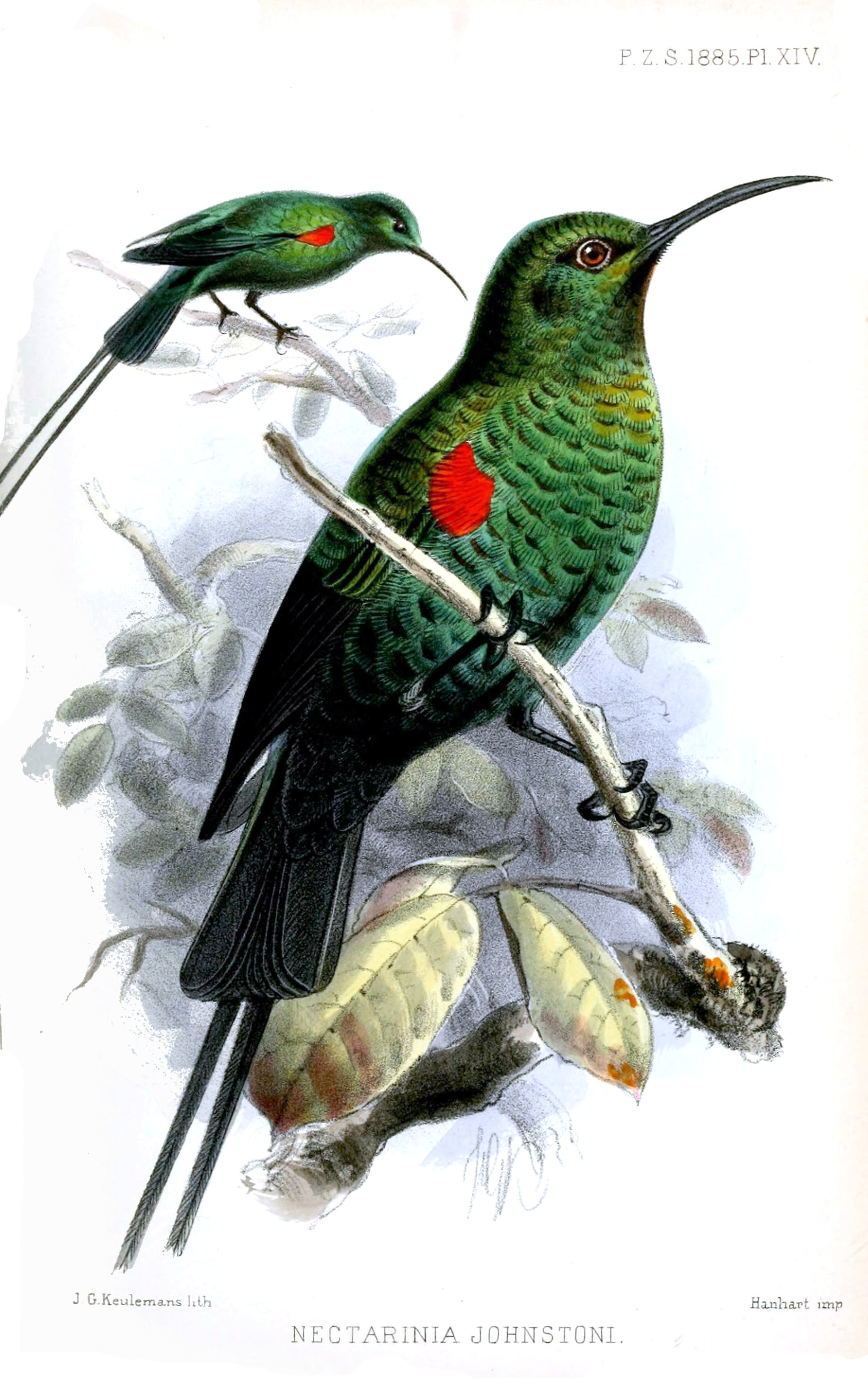
Nectarinia johnstoni Nectariniidae
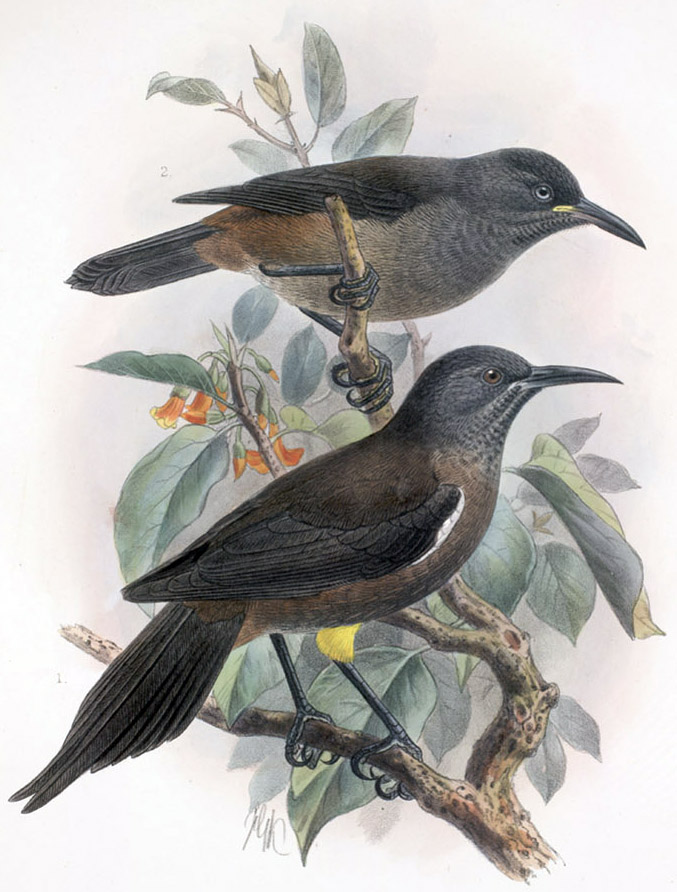
Moho braccatus Mohoidae

### Piante dei climi aridi
Anche tra le specie vegetali si assiste a fenomeni di convergenza evolutiva: vedi per esempio alcune specie di Cactacee e di Euphorbiaceae adattate agli ambienti desertici. 
Cactaceae

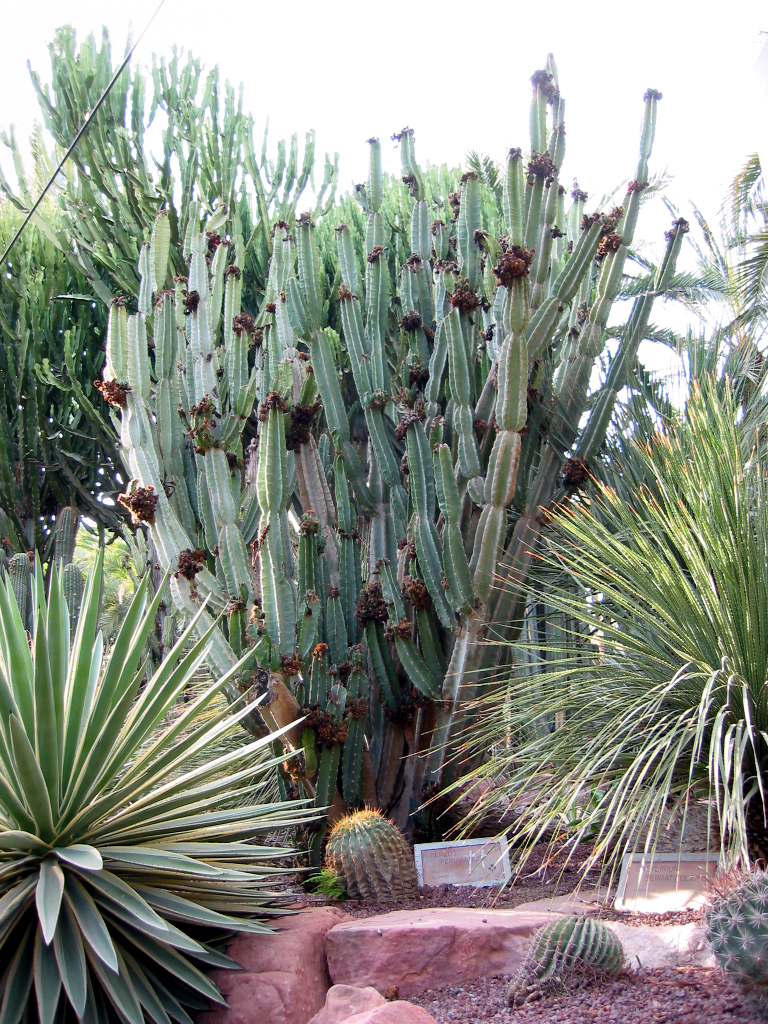
Cereus repandus
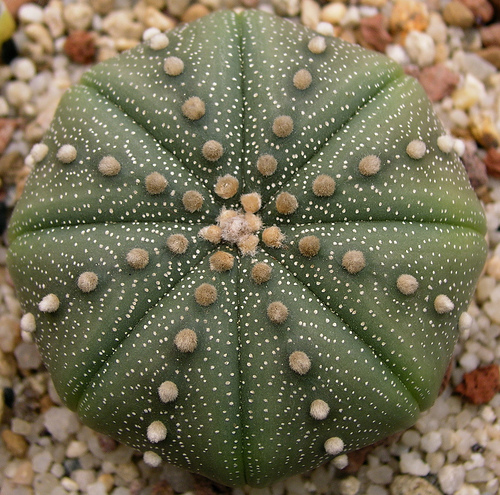
Astrophytum asterias

Euphorbiaceae

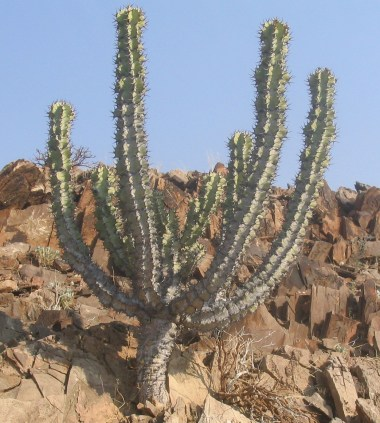
Euphorbia virosa
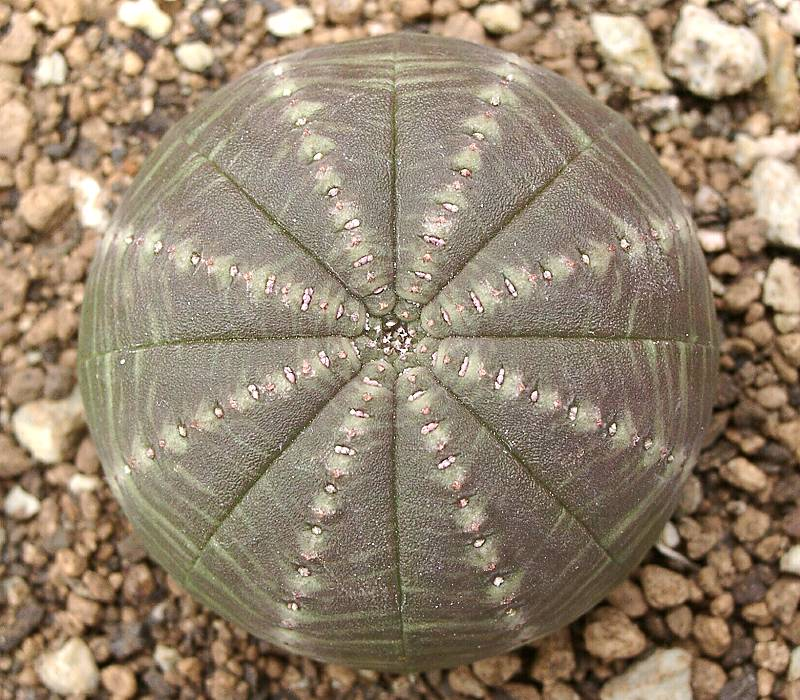
Euphorbia obesa